# Теноре, Микеле
Микеле Теноре (итал. Michele Tenore; 5 мая 1780, Неаполь — 19 июля 1861, Неаполь) — итальянский ботаник. 

## Биография
Микеле Теноре родился в Неаполе 5 мая 1780 года.
Микеле Теноре изучал медицину в университете Неаполя, который он окончил в 1800 году. В 1805 году Микеле Теноре путешествовал по Италии и встречался с другими ботаниками. В 1811 году он стал профессором ботаники.  
Микеле Теноре умер в 81 год в Неаполе 19 июля 1861 года.

## Научная деятельность
Микеле Теноре специализировался на папоротниковидных и на семенных растениях.

## Научные работы
- Теноре M., 1811—1838 — Flora Napolitana. Napoli. 1-5. Stamperia Reale, Napoli. Tipografia del Giornale Enciclopedico, Napoli. Stamperia Francese, Napoli. Stamperia Francese, Napoli.
- Теноре M., 1832 — Memoria sulle peregrinazioni botaniche effettuate nella provincia di Napoli nella primavera del 1825 dal Cavaliere Michele Tenore colle indicazioni di alcune piante da aggiungersi alla Flora Napolitana e la descrizione di una specie di Ononis. Atti R. Accad. Scienze Cl. Fis. e St. Nat., 3: 49-88.
- Теноре M., 1843 — Rapporto intorno alle peregrinazioni de' soci ordinari M. Tenore e G. Gussone eseguite in Luglio 1834. Atti R. Accad. Scienze 5(1): 283-290. Napoli 1843 (in collaborazione con G. Gussone).
- Теноре M., 1843 — Osservazioni botaniche raccolte in un viaggio eseguito per diversi luoghi della provincia di Terra di Lavoro e di Abruzzo nell'està del 1834 dai soci Tenore e Gussone. Ibid.: 291-334, 1 tav. Napoli 1843 (In collab. con G. Gussone).
- Теноре M., 1846 — Osservazioni intorno all'Erbario Centrale di Firenze (23 settembre 1845). p. 852. Napoli 1846.
- Теноре M., 1856 — Una gita all'Isola d'Ischia. Lettera al Sig. N. N. Giornale "L'Iride" 1, n. 20 (estr. pp. 6) Napoli, Tip. Gazzette de' Tribunali (14x21.5).